# ꭌ
Cette page contient des caractères spéciaux ou non latins. S’ils s’affichent mal (▯, ?, etc.), consultez la page d’aide Unicode.
Le ꭌ, appelé r cursif rond, est une lettre additionnelle latine utilisée dans la transcription phonétique d’Otto Bremer,. Il est composé d’un r cursif ‹ ꭋ › diacritée d’un rond attaché ou d’une boucle, ressemblant la lettre cyrillique signe dur en italique ‹ ъ ›. 

## Utilisation

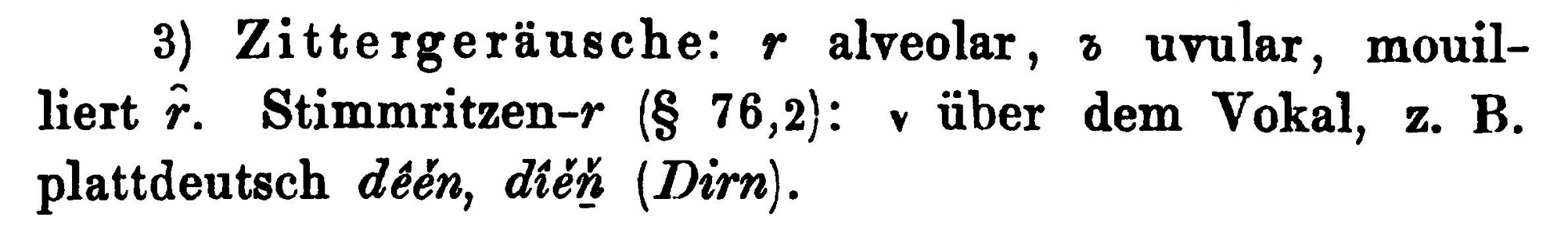
Description du r cursif rond dans la transcription phonétique d’Otto Bremer de 1893.

Emil Maurmann utilise aussi le symbole, avec une majuscule dans les noms propres, dans sa grammaire du dialecte de Mülheim publiée en 1898.

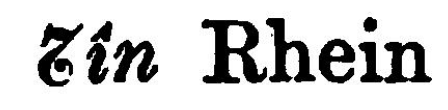
Rhein transcrit ꭌîn (avec une majuscule initiale).
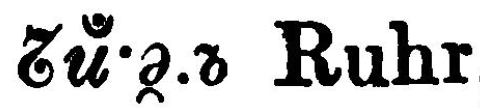
Ruhr transcrit ꭌu̐·ə̯.ꭌ (avec une majuscule initiale).

## Représentations informatiques
Le r cursif rond peut être représenté avec les caractères Unicode (Latin étendu E) suivant :
| formes    | représentations | chaînes de caractères | points de code | descriptions                          |
| --------- | --------------- | --------------------- | -------------- | ------------------------------------- |
| minuscule | ꭌ               | ꭌ                     | U+AB4C         | lettre minuscule latine r cursif rond |